# Marc Overmars
Marc Overmars (Emst, Epe, 29 de març del 1973) és un futbolista neerlandès retirat. Considerat un dels millors extrems esquerres d'Europa (malgrat ser dretà) dels anys 90' i 00', va destacar a l'Ajax Amsterdam de Louis Van Gaal que, a mitjans dels 90', va conquistar tots els títols possibles als Països Baixos, Europa, i fins i tot va guanyar la Copa Intercontinental.

## Trajectòria
Amb una alçada d'1,73 m i 72 kg de pes, va destacar per la seva gran velocitat, que li permetia fer perilloses incursions per les bandes. La seva facilitat per a l'esquivament, per al centre, l'assistència, i el seu fort xut a porteria el feien un futbolista complet.
Després de triomfar a l'Ajax va fitxar per l'Arsenal FC londinenc, amb el qual va aconseguir guanyar tant la Lliga com la Copa anglesa i es va confirmar com un dels millors extrems d'Europa.
L'estiu del 2000 va fitxar pel FC Barcelona, club en el qual va romandre quatre temporades. Va arribar amb un difícil triple repte. Primer, demostrar a la lliga espanyola la fama de crac que s'havia guanyat els anys anteriors. En segon lloc, justificar la gran despesa que el Barcelona havia fet per ell, i que el va convertir en el fitxatge més car de la història del club català fins al moment, amb un cost de 6.500 milions de pessetes. I tercer, fer oblidar a l'afició blaugrana el portuguès Luís Figo, la posició del qual venia a ocupar, i que acabava de marxar al gran rival del conjunt català, el Reial Madrid en mig d'un gran escàndol.
La trajectòria d'Overmars al Barcelona va ser irregular, va combinar grans actuacions amb llargues absències provocades per les constants lesions que van marcar la seva etapa blaugrana. A més, el seu període barcelonista va coincidir amb els pitjors anys de l'entitat, que no va guanyar cap títol i va viure una gran crisi tant esportiva com institucional, amb constants canvis d'entrenador, i de presidents.
L'estiu del 2004, i malgrat que encara li restava un any de contracte, Overmars va decidir abandonar l'entitat barcelonista i retirar-se del futbol. La causa van ser les lesions. El mateix Overmars va reconèixer en roda de premsa que les lesions ja no li permetien rendir al nivell que es requeria en un club com el FC Barcelona. A més, en un gest poc habitual que va ser molt reconegut pels afeccionats, Overmars va renunciar voluntàriament a cobrar la totalitat de la fitxa que li corresponia, per contracte, per l'última temporada que li quedava.
Actualment treballa com a director esportiu del primer equip del Go Ahead Eagles, a Deventer (Overĳssel), el club on va fer els seus primers passos com a futbolista.

### Selecció neerlandesa
Marc Overmars va ser titular habitual de la selecció des del 1993, quan va debutar, fins al 2004. Va jugar un total de 87 partits en els quals va marcar 17 gols i va donar una quantitat major d'assistències a companys com ara Patrick Kluivert, Dennis Bergkamp o Ruud van Nistelrooy.
Amb la selecció va participar en les següents competicions:
- Eurocopa de futbol dels anys 1996, 2000 i 2004 (a Portugal, on va ser semifinalista)
- Copa del Món de futbol del 1994 (als Estats Units, va arribar als quarts de final) i la de 1998 (a França, on va ser semifinalista)

## Clubs
- Go Ahead Eagles, Països Baixos, temporada 1990-1991
- Willem II Tilburg, Països Baixos, temporada 1991-1992
- Ajax Amsterdam, Països Baixos, del 1992 a 1997
- Arsenal FC, Anglaterra, del 1997 a 2000
- FC Barcelona, del 2000 a 2004
- Go Ahead Eagles, 2008-2009

## Palmarès
- Amb l'Ajax Amsterdam
  - 3 Lligues neerlandeses
  - 1 Copa d'Europa
  - 1 Copa Intercontinental
  - 1 Supercopa d'Europa
- Amb l'Arsenal FC:
  - 1 Lliga Anglesa (Premier League): 1998
  - 1 Copa anglesa: 1998